# Індексація
Індексація — процес коригування значень економічних показників, таких як заробітна плата, пенсії, ціни, ставки податків, з метою врахування впливу інфляції або інших економічних змін. Метою індексації є забезпечення підтримки реальної вартості доходів та витрат населення, а також стабільності економічних умов.

## Принципи індексації
Індексація здійснюється за допомогою індексів, які можуть бути базовані на рівнях цін, курсах валют чи інших ключових макроекономічних показниках. Ці індекси дозволяють визначити величину зміни реальної вартості грошових одиниць у часі, відображаючи зміни в загальному рівні цін або вартості життя.
Основні принципи індексації:
- Підвищення доходів: Індексація доходів (заробітних плат, пенсій, соціальних виплат) дозволяє компенсувати зниження купівельної спроможності, спричинене інфляцією. Це забезпечує громадян мінімальним рівнем матеріального благополуччя.
- Ціни та тарифи: Індексація цін дозволяє коригувати вартість товарів і послуг, щоб відобразити зміни у вартості виробництва або на рівні загальної інфляції.
- Податки та інші економічні показники: Індексація також може застосовуватися до ставок податків, що дозволяє зберегти реальний рівень оподаткування в умовах інфляції.

## Види індексації
Існує кілька видів індексації, що застосовуються в різних сферах економіки:
- Індексація заробітних плат: Одним із найпоширеніших видів індексації є коригування заробітних плат згідно з рівнем інфляції або з іншими економічними показниками. Це допомагає працівникам зберігати реальну купівельну спроможність їхніх доходів, попри підвищення цін на товари та послуги.
- Індексація пенсій та соціальних виплат: Для осіб, які отримують пенсії або інші соціальні виплати, індексація є важливим інструментом підтримки їхнього життєвого рівня. Це дозволяє компенсувати втрату вартості цих виплат через інфляцію.
- Індексація цін на товари та послуги: Виробники та постачальники послуг можуть використовувати індексацію для коригування цін відповідно до змін у вартості ресурсів або інфляції. Це забезпечує підтримку стабільності бізнесу.
- Індексація податків: У деяких країнах використовуються індекси для коригування ставок податків на основі змін у вартості життя або економічних умов. Це дозволяє зберегти податкову справедливість і стимулювати економічний розвиток.

## Переваги та недоліки індексації
Переваги:
- Збереження купівельної спроможності: Індексація дозволяє зберегти реальну вартість доходів населення і зменшити негативний вплив інфляції.
- Стабільність економічних відносин: Вона допомагає створити передбачувану економічну ситуацію для підприємств і домогосподарств.
- Соціальна стабільність: Індексація соціальних виплат і пенсій є важливим елементом соціальної політики, що знижує рівень бідності серед вразливих груп населення.

Недоліки:
- Можливе підвищення інфляції: Індексація може створювати додатковий тиск на ціни, якщо її не контролювати правильно, оскільки вона підвищує споживчий попит.
- Фінансове навантаження на бюджети: У разі широкого застосування індексації, особливо щодо соціальних виплат, це може призвести до значного навантаження на державний бюджет.
- Труднощі в управлінні: Для ефективної індексації необхідна наявність точних і своєчасних економічних даних, що може бути складно в умовах нестабільної економічної ситуації.

## Використання індексації в економічній політиці
Індексація є важливим інструментом економічної політики, який допомагає урядам забезпечувати економічну стабільність і підтримувати соціальний добробут. Вона може бути частиною комплексних заходів, спрямованих на боротьбу з інфляцією або на підтримку певних секторів економіки.
Держава зазвичай визначає чіткі механізми індексації, регулюючи її на основі національних індексів споживчих цін, рівня заробітної плати та інших економічних факторів. Правильне застосування індексації дозволяє мінімізувати негативні наслідки інфляції та забезпечити стабільність на ринку праці та в соціальній сфері.

## В Україні
В Україні індексація євстановленим актами законодавства України механізм підвищення грошових доходів громадян, що дає можливість частково або повністю відшкодовувати їм подорожчання споживчих товарів і послуг. Індексація є частиною державної системи соціального захисту громадян, спрямованою на підтримання купівельної спроможності їхніх грошових доходів, особливо соціально вразливих верств населення — пенсіонерів, людей з інвалідністю, неповних і багатодітних сімей, а також молоді, яка навчається.